# جان آگار
جان آگار (انگلیسی: John Agar؛ ۳۱ ژانویهٔ ۱۹۲۱ – ۷ آوریل ۲۰۰۲) یک هنرپیشه اهل ایالات متحده آمریکا بود. وی بین سال‌های ۱۹۴۸ تا ۲۰۰۱ میلادی فعالیت می‌کرد.

## گزیده فیلمشناسی
از فیلم‌ها یا برنامه‌های تلویزیونی که وی در آن نقش داشته‌است می‌توان به آثار زیر اشاره کرد.

### سینمایی
- دژ آپاچی (۱۹۴۸)
- او یک روبان زرد بست (۱۹۴۹)
- شن‌های آیو جیما (۱۹۴۹)
- انتقام از مخلوق (۱۹۵۵)
- رتیل (فیلم) (۱۹۵۵)
- ستاره‌ای در خاک (۱۹۵۶)
- حمله مردم عروسکی (۱۹۵۸)
- جانی رنو (۱۹۶۶)
- ویکو (فیلم ۱۹۶۶) (۱۹۶۶)
- کشتار روز ولنتاین (فیلم) (۱۹۶۷)
- چیزام (۱۹۷۰)
- جیک بزرگ (۱۹۷۱)
- کینگ کونگ (فیلم ۱۹۷۶) (۱۹۷۶)
- ترس (فیلم ۱۹۹۰) (۱۹۹۰)

### تلویزیونی
- ویرجینیایی (۱۹۶۴)
- امور خانوادگی (۱۹۶۷)
- ویرجینیایی
- فرشتگان چارلی (مجموعه تلویزیونی) (۱۹۷۶)